# Algot Jonsson (Hjorthorn)

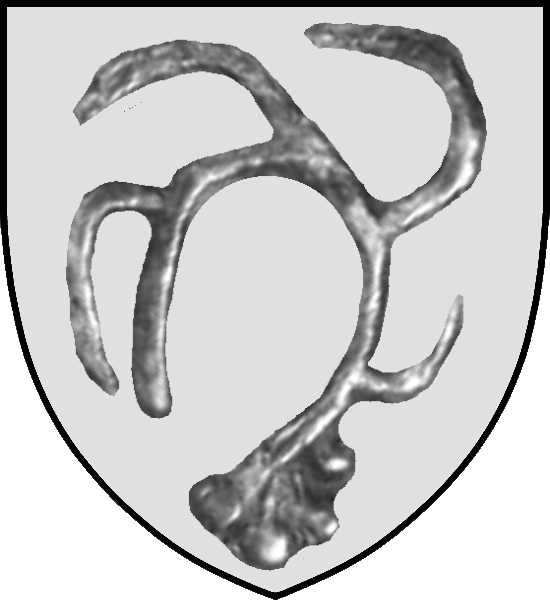
Vapensköld för svenska frälseätten Hjorthorn, Algot Jonssons ätt

Algot Jonsson (Hjorthorn), född omkring 1270, död efter 1323, var en svensk lagman och riksråd.
Han var lagman i Värmlands lagsaga 1306–1312.
Han var med på Riksrådsmötet i Skara 1322.